# لیندا واتسون
لیندا واتسون (انگلیسی: Linda Watson؛ زادهٔ ۱۵ سپتامبر ۱۹۵۵) بازیکن هاکی روی چمن اهل زیمبابوه بود.
وی به‌همراه تیم ملی هاکی روی چمن زنان زیمبابوه به مدال طلا بازی‌های المپیک تابستانی ۱۹۸۰ رسیده‌است.